# Rás 1
Rás 1 (traducible como Radio 1) es una estación de radio islandesa de carácter público perteneciente a la Ríkisútvarpið (RÚV) y que está ubicada en el 92.4 MHz y 93.5 MHz del dial FM en Reikiavik. Su programación es de carácter generalista, con énfasis en la información y cultura islandesa.

## Historia
En 1930 el Gobierno de Islandia creó Ríkisútvarpið, ente público de radio cuya primera cadena (RÁS) comenzó sus emisiones el 20 de diciembre de ese mismo año. En sus primeros años, las transmisiones se realizaban solo durante unas pocas horas en la noche y en una área limitada. Para 1932, sus emisiones comenzaban a partir del mediodía. La radiodifusora no tendría segundos canales hasta 1983, cuando se creó la segunda radio pública Rás 2.
RÚV mantuvo el monopolio sobre la radio y televisión hasta 1985, cuando el Gobierno permitió la entrada de empresas privadas con una ley de radiodifusión comercial que se puso en marcha en 1986.
Rás 1 opera sobre la base de la actual Ley de Radiodifusión islandesa de 1985, consistente en "promover la lengua, historia y herencia cultural islandesas", y basarse en los derechos humanos, valores democráticos y libertad de expresión y opinión. Esto diferencia su oferta del resto de cadenas privadas, al tener programas de servicio público y dedicados a sectores específicos de la población.
El 31 de marzo de 2011, la Ríkisútvarpið introdujo un importante cambio de imagen a través de un nuevo logotipo, unificando así a todos los canales pertenecientes a la corporación.